# حبی‌گنج-۳
حبی‌گنج-۳ (به لاتین: Habiganj-3) یک منطقهٔ مسکونی در بنگلادش است که در ناحیه هبی‌گنج واقع شده‌است.